# Muchanino
Muchanino (ros. Муханино) – wieś (ros. деревня, trb. dieriewnia) w zachodniej Rosji, w osiedlu wiejskim Tałaszkinskoje rejonu smoleńskiego w obwodzie smoleńskim.

## Geografia
Miejscowość położona jest nad rzeką Moszna i jeziorem Muchanino, 9 km od drogi federalnej R120 (Orzeł – Briańsk – Smoleńsk – Witebsk), 6,5 km od drogi regionalnej 66K-22 (Szczeczenki – Monastyrszczina), 17 km od drogi regionalnej 66N-20 (Smoleńsk – Krasnyj), przy drodze regionalnej 66N-1808 (Tałaszkinskoje Sielpo – Upokoj), 9 km od drogi regionalnej 66N-1822 (Tałaszkino – Sielifonowo), 30 km od drogi magistralnej M1 «Białoruś», 10 km od centrum administracyjnego osiedla wiejskiego (Tałaszkino), 20 km od Smoleńska, 14,5 km od najbliższego przystanku kolejowego (361 km) i 15 km od stacji kolejowej Tyczinino.

## Demografia
W 2010 r. miejscowość zamieszkiwało 39 osób.

## Historia
W czasie II wojny światowej od lipca 1941 roku wieś była okupowana przez hitlerowców. Wyzwolenie nastąpiło we wrześniu 1943 roku.